# Martin Bucer

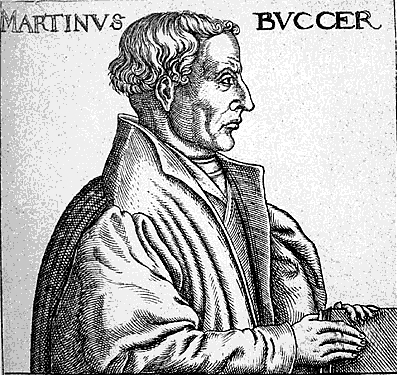
Martin Bucer

Martin Bucer (ook wel Maarten Bucer, Martin Butzer of Martinus Buccer; Sélestat, 11 november 1491 – Cambridge, 1 maart 1551) was een Duitse, protestantse theoloog en reformator (kerkhervormer). Hij wordt samen met Wolfgang Capito beschouwd als de reformator van Straatsburg en de Elzas.

## Levensloop
Bucer werd in het toen nog tot het Duitse Rijk behorende Schlettstadt (het huidige Sélestat) geboren. In 1506 werd hij lid van de Dominicanerorde en in 1517 ging hij studeren in Heidelberg. Nog in Schlettstadt kwam hij in aanraking met de werken van Desiderius Erasmus. In Heidelberg ontmoette hij in 1518 de reformator Maarten Luther. De ideeën van Erasmus en Luther hebben Bucer blijvend beïnvloed. In 1521 kreeg hij ontheffing van zijn kloostergeloften. Vanaf dit moment nam hij steeds meer afstand van de Rooms-Katholieke Kerk. Kort daarop, in 1522, trouwde hij met de uitgetreden non Elisabeth Silbereisen. In november van dat jaar trok hij naar Wissembourg op uitnodiging van Henri Motherer, de pastoor van de parochie Sint-Jan. Onder druk van de bisschop van Speyer moest hij die stad verlaten en mei 1523 arriveerde hij in Straatsburg waar hij als predikant een grote rol speelde bij de hervorming van de kerk in deze vrije Rijksstad. In 1533 leidde hij er de synode die de Wederdoper Melchior Hofmann veroordeelde tot levenslange opsluiting. Maar ook elders was hij invloedrijk. Zo bracht hij in 1536 de "Wittenberger Concordia" tot stand, een vergeefse poging om de Augsburger Confessie en de Helvetische Confessie te verzoenen. Als gevolg van het Augsburger Interim werd Bucer in 1549 gedwongen Straatsburg te verlaten. Hij werd in 1549 hoogleraar in Cambridge. Thomas Cranmer vroeg hem om advies betreffende het Book of Common Prayer. Zijn kritiek op de eerste uitgave resulteerde in de herziene tweede uitgave. Tot zijn dood in 1551 woonde hij in Engeland.

## Theologie

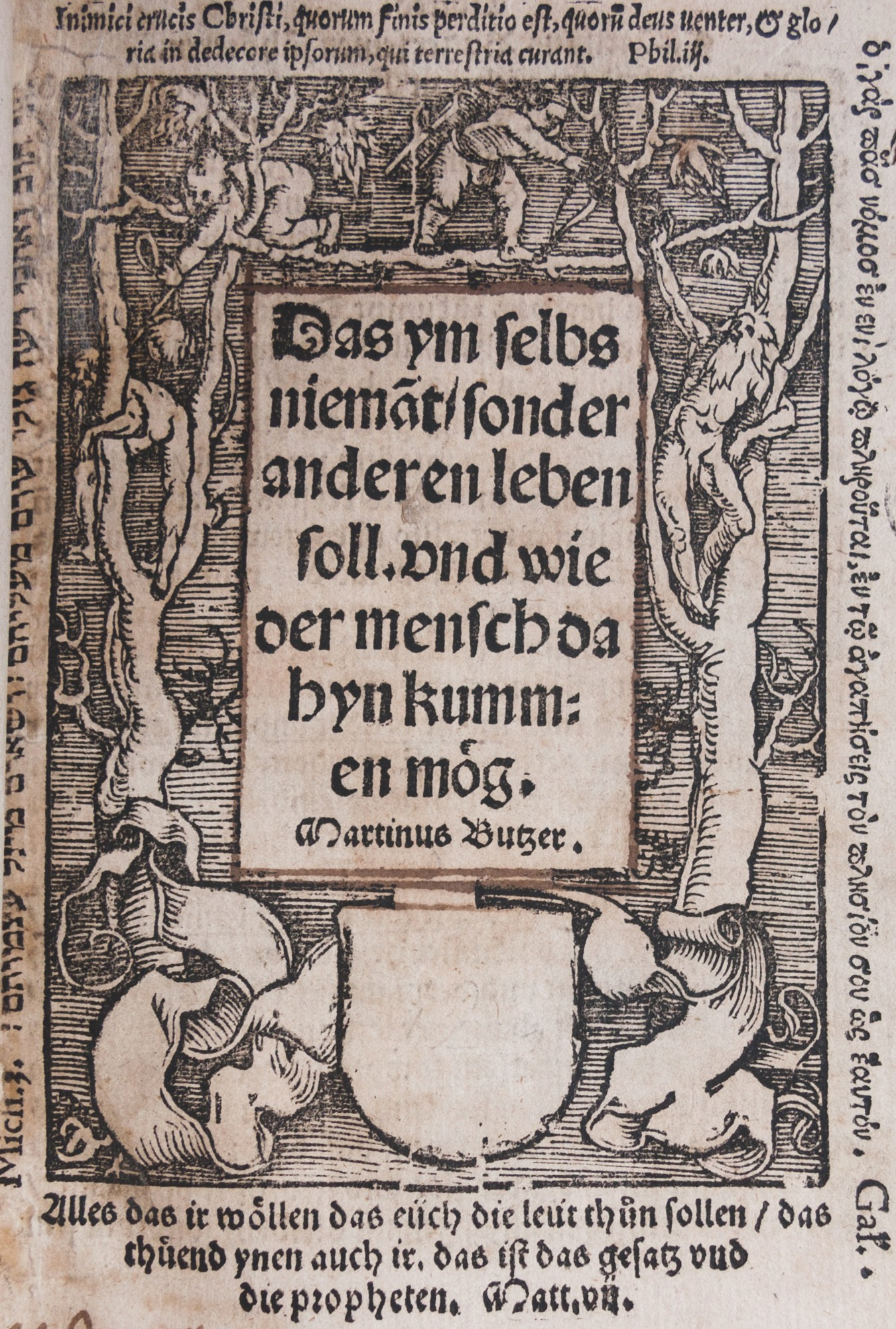
Uitgave van Das ym selbs niemant, sonder anderen leben soll

Martin Bucer was een zelfstandig denker. In zijn eerste publicatie, een preek uit 1523 onder de titel Das ym selbs niemant, sonder anderen leben soll, ontvouwt Bucer de gedachte dat God de wereld zo heeft geschapen, dat alles gericht is op het goede. De mens moet daarom het goede zoeken voor zijn naaste. Omdat Christus de wereld naar Gods bedoeling herstelt, moeten gelovigen bereid zijn de naaste in liefde te dienen.
Gedurende zijn theologische ontwikkelingsgang is Bucer zich steeds meer bewust geworden dat Woord en Geest niet geidentificeerd kunnen worden, maar men ze ook niet van elkaar los kan maken. Enerzijds doet het Woord het geloof ontstaan en tegelijkertijd moet gezegd worden dat het geloof ontstaat door de werking van de Heilige Geest in het hart van de uitverkorenen. Willem van't Spijker noemt  deze gedachte van Bucer een coöperatief parallellisme. Hiermee keert Bucer zich af van een spiritualistisch verstaan van het werk van de Geest, maar ook tegen het idee dat mensen de beschikking hebben over het heil, want het Woord van God is op zichzelf niet voldoende om het heil te ontvangen.

### Werken van Martin Bucer
- Von der waren Seelsorge. Dit boek is door Herman J. Selderhuis vertaald en ingeleid met de titel Over de ware zielzorg.

### Secundaire literatuur
- Herman J. Selderhuis, Huwelijk en echtscheiding bij Martin Bucer (Groen en Zoon, Leiden 1994) (proefschrift)
- W. van't Spijker, De ambten bij Marin Bucer (Kok, 1974) (proefschrift)

- Biblioteca Nacional de España: XX907919
- Bibliothèque nationale de France: cb11929851j (data)
- Biografisch Portaal: 21412646
- Catàleg d'autoritats de noms i títols de Catalunya: 981058516257006706
- CiNii: DA0178380X
- Digitale Bibliotheek voor de Nederlandse Letteren: buce003
- Gemeinsame Normdatei: 118516507
- Historisch woordenboek van Zwitserland: 021494
- International Standard Name Identifier: 0000 0001 2117 864X
- Library of Congress Control Number: n50036693
- Bibliotheek van het Japanse parlement: 00649719
- Nationale Bibliotheek van Tsjechië: jn20011024067
- Nationale Bibliotheek van Israël: 987007259390205171
- Nationale Bibliotheek van Polen: a0000001213918
- Nederlandse Thesaurus van Auteursnamen: 069099693
- Istituto Centrale per il Catalogo Unico: CFIV068275
- LIBRIS: 217751
- SNAC: w6795vnv
- Système universitaire de documentation: 02749957X
- Trove: 840454
- Virtual International Authority File: 2478527
- WorldCat: E39PBJc3MqCpVWF9hBf3Gcm8G3